# 12047 Hideomitani
12047 Hideomitani eller 1997 GX3 är en asteroid i huvudbältet som upptäcktes den 3 april 1997 av de båda japanska astronomerna Kazuro Watanabe och Kin Endate vid Kitami-observatoriet. Den är uppkallad efter Hideo Mitani.